# Amata borguensis
Espèce
Amata borguensis est une espèce de lépidoptères (papillons) de la famille des Erebidae et de la sous-famille des Arctiinae.